# Rebelión de Kronstadt
La Rebelión de Kronstadt fue un alzamiento fracasado de los marinos soviéticos de la isla de Kotlin, donde se halla la fortaleza de Kronstadt, contra el Gobierno de la República Socialista Federativa Soviética de Rusia. Fue el último gran levantamiento de izquierda contra los bolcheviques dentro del territorio ruso durante la guerra civil rusa.
Tuvo lugar en Kronstadt, una fortaleza naval situada en la isla de Kotlin en el golfo de Finlandia, durante las primeras semanas de marzo de 1921. Tradicionalmente, Kronstadt ha servido como base de la Flota del Báltico rusa y defensa de San Petersburgo, entonces Petrogrado, que se encuentra a treinta kilómetros de la isla. Durante dieciséis días, se implantó una comuna revolucionaria que se opuso al Gobierno soviético que los propios marinos habían ayudado a crear. Después de encarnizados combates y un número de bajas superior a las diez mil personas, la rebelión fue aplastada.
Surgida por el descontento popular y a raíz de las protestas obreras en Petrogrado, estalló cuando estas se estaban calmando. No se coordinó con otras rebeliones contra los bolcheviques que en ese momento existían en otras lejanas regiones del país. Por entonces las disputas internas entre fracciones comunistas habían debilitado seriamente la administración de la flota y esta no pudo desbaratar la sublevación.
Los rebeldes, entre los que se contaban numerosos comunistas desencantados con la evolución del Gobierno, exigieron la aplicación de un programa de reformas que recordaba las reivindicaciones de corte anarcosindicalista de 1917: elección de los sóviets, inclusión de los partidos socialistas y anarquistas en el poder, libertad económica para campesinos y obreros, fin del poder de los partidos y del monopolio bolchevique del poder, disolución de los nuevos organismos burocráticos surgidos durante la guerra o restauración de los derechos civiles para la clase trabajadora. A pesar de la influencia de algunos partidos de oposición, los marinos no respaldaron a ninguno en concreto.
Convencidos de la popularidad de las reformas que exigían y que aplicaron en parte durante la corta rebelión, esperaron en vano que su protesta se extendiese por el país y rechazaron la ayuda de los emigrados, quienes pretendían utilizar el alzamiento para sus propios fines. Esperando que el Gobierno se aviniese a negociar, mantuvieron una actitud pasiva que acabó por aislar la fortaleza del continente, a pesar de los consejos de los oficiales, quienes defendieron una estrategia ofensiva. Las autoridades, por el contrario, adoptaron una postura intransigente; presentaron un ultimátum exigiendo la rendición incondicional el día 5 y, una vez caducado el plazo, desencadenaron una serie de asaltos a la isla que fracasaron hasta que una gran concentración de unidades militares logró tomarla el 17 de marzo tras sufrir gran número de bajas.
Los rebeldes fueron considerados mártires revolucionarios por sus partidarios y agentes de la Entente y de la contrarrevolución para las autoridades; la rebelión desencadenó una gran controversia y la desilusión de parte de los antiguos defensores del régimen establecido por los bolcheviques.
Aunque la sublevación fracasó, aceleró la implantación de la Nueva Política Económica que sustituyó al «comunismo de guerra»; las exigencias políticas, por el contrario, se vieron frustradas.

## Contexto

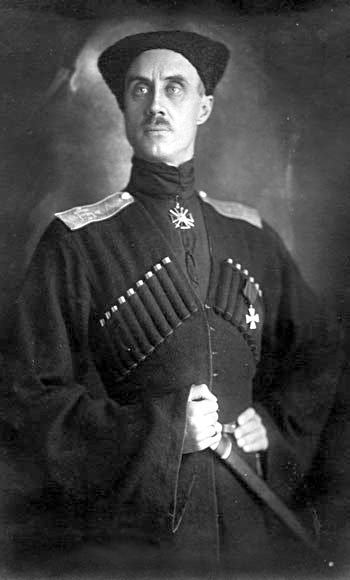
El barón Piotr Wrangel, último de los grandes comandantes «blancos», evacuó sus fuerzas en el otoño de 1920; su marcha puso fin en la práctica a la guerra civil si no se cuentan las grandes revueltas campesinas.

En el otoño de 1920, Rusia comenzó la transición de la guerra a la paz; el 12 de octubre el Gobierno soviético firmaba un armisticio con Polonia y tres semanas más tarde el último de los principales generales «blancos», el barón Piotr Wrangel, abandonaba Crimea. En noviembre el Gobierno dispersó las fuerzas de Néstor Majnó. Moscú había recuperado el control del Turquestán, Siberia y Ucrania, las regiones carboníferas del Donetsk y las petrolíferas de Bakú; en febrero de 1921, se completó la reconquista del Cáucaso con la toma de Georgia.  A pesar de que continuaban los combates en algunas regiones (con Majnó en Ucrania hasta finales de otoño, Antónov en Tambov, en Daguestán o en Siberia con sus revueltas campesinas), estos no representaban ya una amenaza militar al poder comunista.
El Gobierno de Lenin, que había abandonado sus esperanzas de una inmediata revolución mundial, trató de asentar su poder y normalizar las relaciones con las potencias occidentales, que abandonaron su intervención y levantaron el bloqueo al país. A lo largo de 1920, se firmaron distintos tratados con Finlandia y las repúblicas bálticas; en 1921, se pactaron otros con Persia y Afganistán. A pesar de la victoria militar y la mejora de la situación exterior, el país se enfrentaba a una grave crisis social y económica, que amenazaba el poder de Lenin y sus seguidores.

## Causas de la rebelión

### Crisis económica y política
Al final de la guerra civil rusa, Rusia estaba arruinada. A los millones de víctimas de los combates, había que añadir los debidos a la hambruna y las epidemias que asolaron el país. La producción agrícola y la industrial se habían reducido intensamente y el transporte se hallaba desorganizado. Las sequías de 1920 y 1921 y la espantosa hambruna durante los últimos años fueron el capítulo final del desastre.

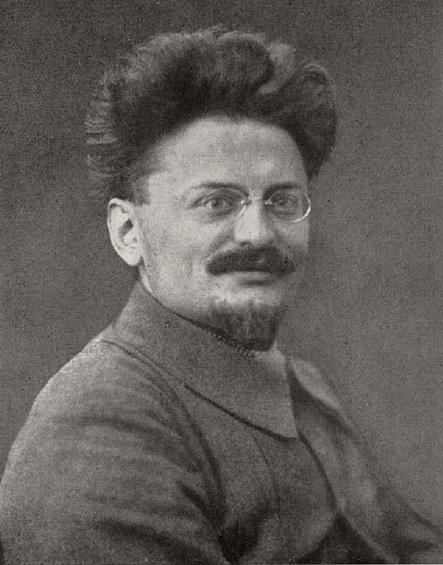
León Trotski, comisario del Pueblo para Defensa, creador del Ejército Rojo. Presentó el ultimátum de rendición que dio comienzo a las operaciones de aplastamiento de la sublevación. Fue objeto de acerbas críticas —en ocasiones de carácter antisemita— por parte del diario Izvestia publicado por los alzados.

Las privaciones, el invierno y el mantenimiento del «comunismo de guerra» por las autoridades condujeron al aumento de la tensión en las ciudades, especialmente en Moscú y Petrogrado, a comienzos de 1921. En vez de mejorar, las condiciones de vida habían empeorado aún más con el fin de los combates, en parte por el reforzamiento de los métodos del «comunismo de guerra».
La chispa que hizo estallar las protestas fue el anuncio el 22 de enero de la reducción en un tercio de la escasa ración de pan a los habitantes de las ciudades. Las nevadas y la falta de combustible, que impedían el transporte de los alimentos reunidos en Siberia y el Cáucaso para abastecerlas, obligaban a aplicar la medida, pero esto no evitó el descontento. A mediados de febrero, este se manifestó en reuniones espontáneas en las fábricas de la capital; los obreros exigieron el fin del «comunismo de guerra» y la libertad de trabajo, y los enviados del Gobierno no lograron disuadirlos. Pronto surgieron disturbios que solo pudieron sofocarse mediante el uso de tropas y cadetes.
Cuando la situación en Moscú parecía calmarse, las protestas se extendieron a Petrogrado, donde cerca del 60 % de las grandes fábricas tuvieron que cerrar en febrero por falta de combustible y el abastecimiento de alimentos prácticamente había cesado. Como antes en Moscú, a las manifestaciones y exigencias económicas les precedieron reuniones en fábricas y talleres. Ante la escasez de las raciones gubernamentales, los obreros organizaban expediciones para aprovisionarse en las zonas rurales cercanas a la ciudad, a pesar de la prohibición de comerciar; las autoridades trataron de eliminar estas actividades, lo que acrecentó el descontento. El 23 de febrero, una reunión en la reducida fábrica Trúbochny aprobó una moción a favor del aumento de las raciones y de la distribución inmediata de ropa de invierno y calzado, que se rumoreaba estaban siendo entregados principalmente a los bolcheviques. Al día siguiente, los obreros trataron de convocar una manifestación de protesta y, aunque no consiguieron convencer a los soldados del regimiento Finlandia de unirse a la protesta, sí obtuvieron el apoyo de otros obreros y de algunos estudiantes, que marcharon por la isla Vasílievski. El sóviet de la ciudad envió cadetes que dispersaron a los manifestantes sin que hubiese víctimas. Zinóviev constituyó un «Comité de Defensa» con poderes especiales para acabar con las protestas; la misma estructura se creó en los distritos de la ciudad, con troikas. Los bolcheviques de la provincia se movilizaron para atajar la crisis. El 25 de febrero, se repitieron las manifestaciones, de nuevo iniciadas por los obreros de la Trúbochny, pronto extendidas por toda la ciudad, en parte por los falsos rumores de víctimas en la manifestación del día anterior. Ante el crecimiento de las protestas, el 26 el sóviet aprobó el cierre de las fábricas más revoltosas, pero esto no apaciguó la situación y el movimiento se extendió durante los días siguientes.
La situación recordaba los días de la Revolución de Febrero de 1917 que habían conducido a la caída de la monarquía. Las reivindicaciones económicas dieron paso pronto a otras políticas, más preocupantes para las autoridades. Para acabar definitivamente con las protestas, estas concentraron gran número de tropas en la ciudad, cerraron las fábricas que se habían destacado más —lo que privaba a los obreros de sus raciones—, se proclamó la ley marcial y se desató una campaña de arrestos llevada a cabo por la Cheka, que acabó con miles de personas en las cárceles. Unos quinientos obreros y funcionarios sindicales fueron arrestados, así como miles de estudiantes e intelectuales y los principales cuadros del partido menchevique que aún se hallaban en libertad —unos cinco mil mencheviques fueron arrestados en los primeros meses del año— y los escasos dirigentes anarquistas y socialrevolucionarios todavía libres. Se hicieron llamamientos para que los obreros regresasen al trabajo y se evitase el derramamiento de sangre, se otorgaron ciertas concesiones —permiso para marchar al campo para traer comida a las ciudades, relajación de los controles contra la especulación, compra de carbón para aliviar la escasez de combustible, anuncio del fin de las requisiciones de cereal...— y se aumentaron algo las raciones de soldados y obreros, aun a costa de mermar las escasas reservas de alimentos. Las diversas medidas hicieron que la mayoría de las fábricas petrogradenses volviesen a funcionar entre el 2 y el 3 de marzo.
La rebelión en la base naval comenzó como un movimiento de protesta por la situación del país. El «comunismo de guerra», con sus requisiciones a los campesinos y su intromisión violenta en muchos aspectos de la vida rusa, el desempleo y la escasez de productos debidos al hundimiento de la economía habían llevado a parte de la población al borde de la rebelión contra el Gobierno. Esta insostenible situación económica trajo consigo levantamientos en el campo (como la Rebelión de Tambov), así como huelgas y un amplio malestar en las fábricas. En las áreas urbanas, surgió una ola de huelgas espontáneas y, hacia finales de febrero, Petrogrado se encontraba al borde de una huelga general. En esta ciudad, las protestas por la situación económica se transformaron en oposición política. El Gobierno acusó a los mencheviques —influyentes entre el proletariado de la urbe— y socialrevolucionarios que formaban parte del movimiento de protesta de controlarlo, se mostró intransigente y lo aplastó mediante el cierre de fábricas y el uso de tropas. Aunque las protestas públicas desaparecieron, la ciudad permaneció en gran tensión.

### Crisis gubernamental
La inclinación del Gobierno bolchevique al uso de la fuerza, a imponer una organización autoritaria y el retraso en lograr los ideales sociales de la Revolución de Octubre de 1917 reforzaban la oposición y aumentaban el descontento de sus propios seguidores: en su afán de asegurar el poder soviético, favorecían en realidad el crecimiento de la oposición. El centralismo y la burocracia implantada por el «comunismo de guerra» aumentaban las dificultades a las que tenía que enfrentarse.
El fin de la guerra civil desató además la oposición interna en el propio partido a finales de 1920. Los grupos comunistas de oposición, del sector más izquierdista y con un proyecto semisindicalista, amenazaban a la dirección del partido. Otra parte del partido defendía la descentralización surgida de la guerra civil y la entrega de parte del poder a los sóviets locales.

## La situación en la base naval y en el Báltico

### La composición de la flota

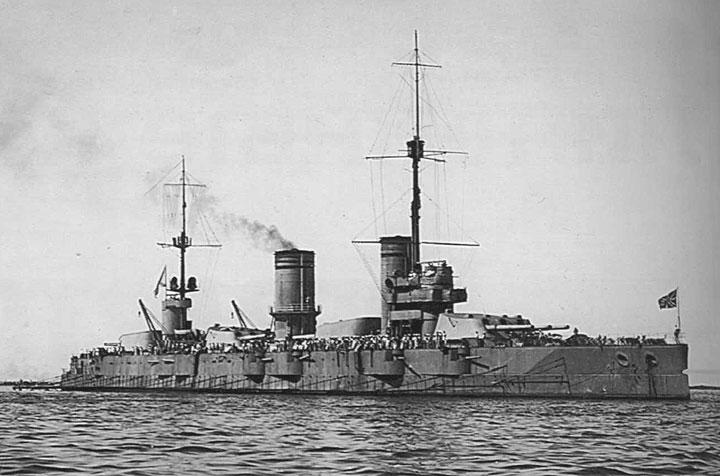
El Sebastopol, uno de los dos buques de guerra cuyas tripulaciones se unieron a la rebelión.

Kronstadt había mantenido la influencia anarquista, presente ya en 1917. La isla era favorable a la autonomía de los sóviets locales, con escasa influencia del Gobierno central, que consideraba en el fondo innecesario. Núcleo radical favorable a los sóviets, había tomado parte en importantes acontecimientos del periodo revolucionario —como las Jornadas de Julio, la Revolución de Octubre, el asesinato de dos ministros del Gobierno provisional ruso o la disolución de la Asamblea Constituyente Rusa— y de la guerra civil; más de cuarenta mil marinos de la flota del Báltico participaron en los combates contra los ejércitos «blancos» entre 1918 y 1920. A pesar de contarse entre las más enardecidas tropas al servicio del Gobierno bolchevique y de tomar parte en importantes enfrentamientos a su favor, los marinos se mostraron desde el comienzo recelosos de posibles intentos de centralización y de abandono del sistema de sóviets en favor de una posible dictadura.

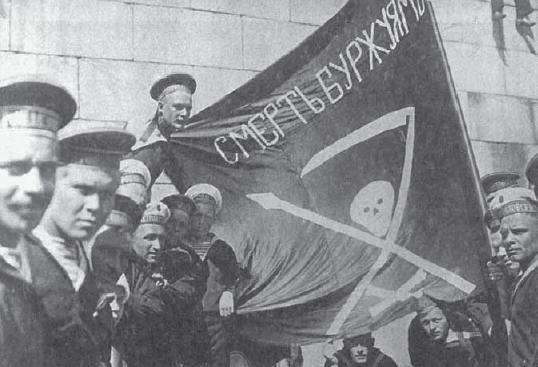
El «orgullo y gloria de la revolución», como los calificó Trotski: marinos del Petropávlovsk en Finlandia en el verano de 1917.

La composición de la base, además, había cambiado durante la guerra civil. Muchos de los antiguos marinos habían sido enviados a diversos puntos del país durante el conflicto, sustituidos por numerosos campesinos ucranianos menos favorables al Gobierno bolchevique. Debido al empleo de marinos de la flota en los frentes terrestres y en flotillas fluviales durante la guerra civil y a la desmovilización parcial tras la Revolución de Octubre, la composición de la flota del Báltico había cambiado parcialmente, pero la mayoría de los marinos presentes en Kronstadt durante la sublevación —alrededor de tres cuartos— eran veteranos de 1917. Sí que es cierto, sin embargo, que la mayoría de los bolcheviques veteranos habían abandonado la base para participar en los diversos frentes de guerra y que los presentes se habían afiliado al partido hacía poco. A comienzos de 1921, la isla contaba con una población de alrededor de cincuenta mil personas entre civiles y militares —veintisiete mil marinos y soldados— y, desde 1918, era la principal base de la flota del Báltico, tras la evacuación de Reval y Helsingfors tras la firma del Tratado de Brest-Litovsk. La base seguía considerándose un núcleo favorable a los bolcheviques, que contaban con numerosos afiliados en ella.

### Penalidades
La flota se había reducido notablemente desde el verano de 1917, cuando contaba con ocho buques de guerra, nueve cruceros, más de cincuenta destructores, unos cuarenta submarinos y varios cientos de embarcaciones auxiliares; en 1920, estos se habían reducido a dos buques de guerra, dieciséis destructores, seis submarinos y una flotilla de dragaminas. La escasez de combustible era muy pronunciada y se temía que en 1921 se perdiesen varios buques por falta de combustible para evitar su avería en el invierno. Su falta impedía además el uso de calefacción. El abastecimiento era también deficiente, en parte por el sistema de control excesivamente centralizado; muchas unidades aún no habían recibido su cuota de uniformes de 1919. Las raciones disminuyeron en cantidad y calidad y, a finales de 1920, estalló una epidemia de escorbuto en la flota; las protestas exigiendo la mejora de la comida de los soldados fueron rechazadas y los enviados a presentarlas fueron arrestados.

### Intentos de reforma y debilidad de la administración

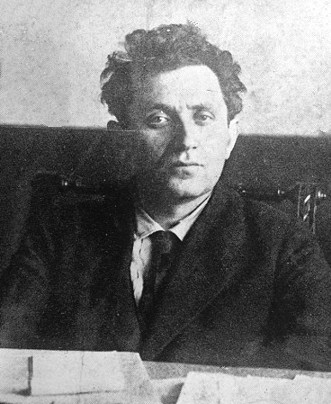
Grigori Zinóviev, presidente del Sóviet de Petrogrado, acabó eficazmente con las protestas en la ciudad en febrero de 1921 con una mezcla de concesiones y represión. Rival de Trotski por el control de las actividades políticas en la flota del Báltico; los enfrentamientos entre ambos debilitaron notablemente la administración de esta poco antes del estallido del levantamiento.

La organización de la flota también había cambiado notablemente: el comité central de la flota, el Tsentrobalt, que había tomado el control tras la Revolución de Octubre, había ido dando paso paulatinamente a un nuevo control centralizado, proceso que se aceleró en enero de 1919 con la visita de Trotski tras un desastroso asalto de la flota a Reval. La flota quedó gobernada por un Comité Militar Revolucionario escogido por el Gobierno y un sistema de comisarios políticos por barco nombrados también por las autoridades; se abolieron los comités de buque. Fracasaron los intentos de formar un nuevo cuerpo de oficiales navales bolcheviques para sustituir a los escasos zaristas que aún dirigían la flota. El nombramiento de un veterano de la flota, Fiódor Raskólnikov, como comandante en jefe en junio de 1920, con el objetivo de aumentar la capacidad de acción de la flota y acabar con las tensiones, resultó un fracaso y los marinos lo acogieron con hostilidad. Los intentos de reforma y de aumentar la disciplina, que conllevaron cambios de personal en la flota, produjeron insatisfacción entre los miembros locales del partido. Sus intentos de centralizar el control disgustaban a muchos comunistas locales. Raskólnikov chocó también con Zinóviev, ya que ambos deseaban controlar la actividad política en la flota. Zinóviev trataba de presentarse como el adalid de la vieja democracia soviética y tachaba a Trotski y sus comisarios de ser la fuente del autoritarismo en la flota. El intento de Raskólnikov de deshacerse de la oposición más decidida dentro del partido mediante la expulsión de cerca de un cuarto de sus miembros en la flota a finales de octubre de 1920 resultó infructuoso.

### Crecimiento del descontento y de la oposición
El 15 de febrero de 1921, un grupo de oposición dentro del propio partido bolchevique que rechazaba las acciones llevadas a cabo en la flota logró que se aprobase una resolución crítica en una conferencia del partido que reunió a delegados del partido en la flota del Báltico. La moción criticaba duramente al departamento político de la flota, lo acusaba de haberse separado de las masas y de los propios militantes del partido y de haberse convertido en un órgano puramente burocrático. Se reclamó una democratización de la organización del partido y se advirtió de que, si no se aplicaban cambios, podría estallar una rebelión. Para entonces la administración de la flota se encontraba desorientada: en enero Raskólnikov había perdido el control real de la administración por sus disputas con Zinóviev y mantenía el mando sólo nominalmente. Ante la ausencia de un relevo efectivo, la administración de la flota tuvo que enfrentarse a la nueva crisis encontrándose desorganizada. El mismo día en que comenzó la rebelión, Raskólnikov fue oficialmente relevado del mando que, en realidad, había perdido meses antes en las disputas del partido.
Por otra parte, la moral de las tropas era baja: la continua inactividad, la escasez de abastos y pertrechos, la poca calidad del mando, la imposibilidad de abandonar el servicio o la confusión sobre el modelo de administración —electivo o centralista— contribuyeron a desanimar a los marinos. El aumento temporal de los permisos a los marineros, tras el fin de los combates con las fuerzas antisoviéticas, minaron también el ánimo de la marinería: las protestas en las ciudades y la crisis en el campo por las incautaciones gubernamentales o la prohibición del comercio privado hicieron mella en los marinos que regresaban temporalmente a sus casas: la grave situación del país les era a menudo desconocida y su descubrimiento después de meses o años de lucha a favor del Gobierno atizó el desencanto. El número de deserciones creció sin pausa durante el invierno de 1920-1921.
La noticia de las protestas en Petrogrado, mezclada con rumores infundados pero inquietantes sobre una dura represión por parte de las autoridades, acrecentó la tensión en la flota. El 26 de febrero y en respuesta a los acontecimientos de Petrogrado, las tripulaciones de los barcos Petropavlovsk y Sebastopol mantuvieron un encuentro de emergencia y aceptaron enviar una delegación a la ciudad para investigar e informar acerca de los movimientos huelguísticos. Al regreso de la delegación dos días después, ésta informó al resto de las tripulaciones acerca de las huelgas y de la tensa situación en Petrogrado, con tropas y cadetes vigilando las fábricas; los marinos decidieron respaldar a los huelguistas. Los presentes decidieron aprobar una resolución con quince exigencias que se enviaron a Petrogrado.

## Primeras acciones

### Las exigencias de Kronstadt
Las exigencias aprobadas en la reunión del Petropávlovsk el 28 de febrero, similares en algunos puntos a las exigidas por los mencheviques en los volantes que habían distribuido el día anterior en Petrogrado, fueron:

Después de haber oído el informe de los representantes enviados por la asamblea general de tripulaciones de buques a Petrogrado para investigar la situación allí reinante, resolvemos:

1. En vista de que los actuales sóviets no expresan la voluntad de los obreros y campesinos, celebrar inmediatamente nuevas elecciones mediante voto secreto, con libertad para que todos los obreros y campesinos puedan realizar propaganda electoral en el período previo;

2. Dar libertad de expresión y prensa a los obreros y campesinos, a los anarquistas y a los partidos socialistas de izquierda;

3. Asegurar la libertad de reunión para los sindicatos y las organizaciones campesinas;

4. Llamar a una conferencia no partidaria de obreros, soldados del Ejército Rojo y marineros de Petrogrado, Kronstadt y de la provincia de Petrogrado, para una fecha no posterior al 10 de marzo de 1921;

5. Liberar a todos los prisioneros políticos de los partidos socialistas, así como a todos los obreros, campesinos, soldados y marineros encarcelados en vinculación con los movimientos laborales y campesinos;

6. Elegir una comisión que revise los procesos de quienes permanecen en las prisiones y campos de concentración;

7. Abolir todos los departamentos políticos, porque a ningún partido deben dársele privilegios especiales en la propagación de sus ideas o acordársele apoyo financiero del Estado para tales propósitos. En cambio, deben establecerse comisiones culturales y educacionales, elegidas localmente y financiadas por el Estado;

8. Retirar de inmediato todos los destacamentos de inspección caminera;

9. Igualar las raciones de todos los trabajadores, con excepción de los que realizan tareas insalubres;

10.Suprimir los destacamentos comunistas de combate en todas las ramas del ejército, así como las guardias comunistas que se mantienen en las fábricas y talleres. Si tales guardias o destacamentos resultaran necesarios, se designarán en el ejército tomándolos de sus propias filas y en las fábricas y talleres a discreción de los obreros;

11.Dar a los campesinos plena libertad de acción respecto de la tierra, y también el derecho de tener ganado, con la condición de que se las arreglen con sus propios medios, es decir, sin emplear trabajo asalariado;

12.Requerir a todas las ramas del ejército, así como a nuestros camaradas los cadetes militares (kursanty), que aprueben nuestra resolución;

13.Pedir que la prensa dé amplia publicidad a todas nuestras resoluciones;

14.Designar una oficina de control itinerante;

15.Permitir la producción de los artesanos libres que utilicen su propio trabajo.

PETRICHENKO, Presidente de la Asamblea de la Escuadra

PEREPELKIN, Secretario.

Entre las reivindicaciones más importantes exigidas por los rebeldes, se encontraban la reelección libre —como estipulaba la Constitución— de los sóviets, el derecho de libre expresión y la total libertad de acción y comercio. Según uno de los dirigentes ponentes de la moción, las elecciones resultarían en una derrota de los comunistas y un «triunfo de los logros de la Revolución de Octubre». Los comunistas, que sopesaban por entonces un programa económico mucho más ambicioso en concesiones que el exigido por los marinos, no podían tolerar, sin embargo, el reto a su poder que suponían las reivindicaciones políticas, que cuestionaban su legitimidad como representantes de los intereses de las clases trabajadoras. Las viejas exigencias que Lenin había defendido en 1917 se veían entonces como un intento contrarrevolucionario de derrocar al Gobierno.

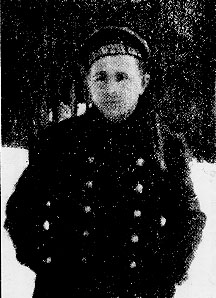
Stepán Petrichenko, marino de origen ucraniano que presidió el Comité Revolucionario Temporal que rigió la isla durante la sublevación. Huyó a Finlandia junto con el resto del comité poco antes de la toma de la isla por las tropas gubernamentales.

Al día siguiente, el 1 de marzo, acudieron alrededor de quince mil personas —más de un cuarto de la población de la base— a una gran asamblea reunida por el propio sóviet local y presidida por el dirigente del comité ejecutivo de este en la plaza del Ancla. Las autoridades pensaban apaciguar los ánimos de la multitud y enviaron como principal orador a Mijaíl Kalinin, presidente del Comité Ejecutivo Central Panruso (VTsIK). Zinóviev no se atrevió en el último momento a acudir a la isla. Pronto quedó clara, sin embargo, la actitud de la multitud, que aprobó una moción que exigía la elección libre de los consejos, libertad de expresión y prensa para los partidos anarquistas y socialistas de izquierda, para los obreros y campesinos; libertad de reunión, una amnistía política, la supresión de los departamentos políticos en el Ejército y la Armada, raciones iguales salvo para aquellos con trabajos de especial dureza —los comunistas disfrutaban de mejores raciones—, libertad económica y de organización para los campesinos o permiso para producir artesanalmente. Los presentes aprobaron así por abrumadora mayoría la resolución adoptada anteriormente por el Petropávlovsk. Una parte notable de los numerosos comunistas presentes en la multitud apoyaron también la moción. Las protestas de los dirigentes comunistas fueron rechazadas, pero Kalinin pudo regresar sin problemas a Petrogrado.
A pesar de que los opositores no esperaban un choque militar con el Gobierno, la tensión creció poco después con el arresto y desaparición de una delegación de la base naval, enviada para indagar sobre la situación de las huelgas en la ciudad. Mientras, algunos comunistas de la base comenzaron a armarse, al tiempo que otros la abandonaron.
El 2 de marzo, los delegados de buques de guerra, unidades militares y sindicatos se reunieron para preparar la reelección del sóviet local. Unos trescientos delegados se juntaron para renovar el sóviet según la decisión de la asamblea del día anterior. Los principales representantes comunistas trataron de disuadir mediante amenazas a los delegados, pero solo consiguieron indignarlos. Tres de ellos, el presidente saliente del sóviet local, el comisario de la flota Kuzmin y el de la escuadra de Kronstad fueron arrestados. La ruptura con el Gobierno surgió por un rumor infundado que recorrió la asamblea: el Gobierno estaba preparando un ataque a la reunión y quince vagones de tropas gubernamentales se acercaban a la base naval. Inmediatamente, se eligió un Comité Revolucionario Temporal (CRT) formado por los cinco miembros de la presidencia colegiada de la conferencia para administrar la isla hasta la elección de un nuevo consejo —dos días más tarde se aprobó la ampliación a quince miembros—. La conferencia de delegados, con trescientos tres de ellos, se convirtió en el Parlamento de la isla, y se reunió en dos ocasiones, el 4 y el 11 de marzo.
Parte de los comunistas locales abandonaron precipitadamente la isla; un grupo de ellos encabezado por el comisario de la fortaleza había intentado aplastar la protesta el día anterior pero, carente de apoyo, había tratado de huir. A la medianoche del día 2, la ciudad, los barcos de la flota presentes en la isla y las fortificaciones estaban en manos del CRT, que no encontró resistencia. Los rebeldes arrestaron a unos trescientos veintisiete comunistas, un quinto de los de la isla, pero dejaron al resto en libertad, a pesar de que las autoridades bolcheviques habían ejecutado a cuarenta y cinco marinos en Oranienbaum y tomado rehenes entre los parientes de los sublevados. Ninguno de los detenidos sufrió maltrato ni torturas y no hubo ejecuciones, ni los funcionarios comunistas más odiados en manos de los rebeldes. Los presos recibieron las mismas raciones que el resto de habitantes de la isla y solo perdieron sus botas y abrigos, que se entregaron a los soldados de guardia en los fuertes.
El Gobierno acusó a los opositores de contrarrevolucionarios dirigidos por Francia y proclamó que los rebeldes estaban dirigidos por el general Kozlovski, antiguo oficial zarista responsable por entonces de la artillería de la base. El general era responsable de las defensas de la base, pero dependía del Comité Revolucionario. El mismo día 2, toda la provincia de Petrogrado quedó bajo la ley marcial y el Comité de Defensa presidido por Zinóviev obtuvo poderes especiales para enfrentarse a los rebeldes. Trotski presentó diversos artículos de la prensa francesa en los que dos semanas antes se anunciaba el alzamiento como prueba de que este era un plan urdido por los emigrados y la Entente, postura que Lenin adoptó también pocos días más tarde en el X Congreso del Partido.
A pesar de la aparente intransigencia y disposición gubernamental a aplastar la revuelta por la fuerza, muchos comunistas preferían una solución negociada al conflicto y la aplicación de reformas exigidas por los marinos. En realidad, la actitud inicial del Gobierno no fue tan intransigente como parecía; el propio Kalinin indicó que las reivindicaciones eran parcialmente aceptables con algunas alteraciones. El Sóviet de Petrogrado proclamó la sinceridad de los marinos, que habían sido engañados por ciertos agentes contrarrevolucionarios. La actitud del Gobierno de Moscú, sin embargo, fue más dura que la de los dirigentes presentes en Petrogrado desde el comienzo.
Los críticos con el Gobierno, parte de ellos comunistas, acusaban a este de haber convertido los ideales de la revolución de 1917 en una burla y haber implantado un régimen violento, corrupto y burocrático. En parte, los diversos movimientos de oposición dentro del propio partido —comunistas de izquierda, centralistas democráticos u oposición obrera— habían influenciado la redacción de estas críticas, aunque sus dirigentes no apoyaron la revuelta. Ni los miembros de la Oposición Obrera ni los Centralistas Demócratas apoyaron la sublevación; bien al contrario, participaron en su supresión.

### Acusaciones gubernamentales

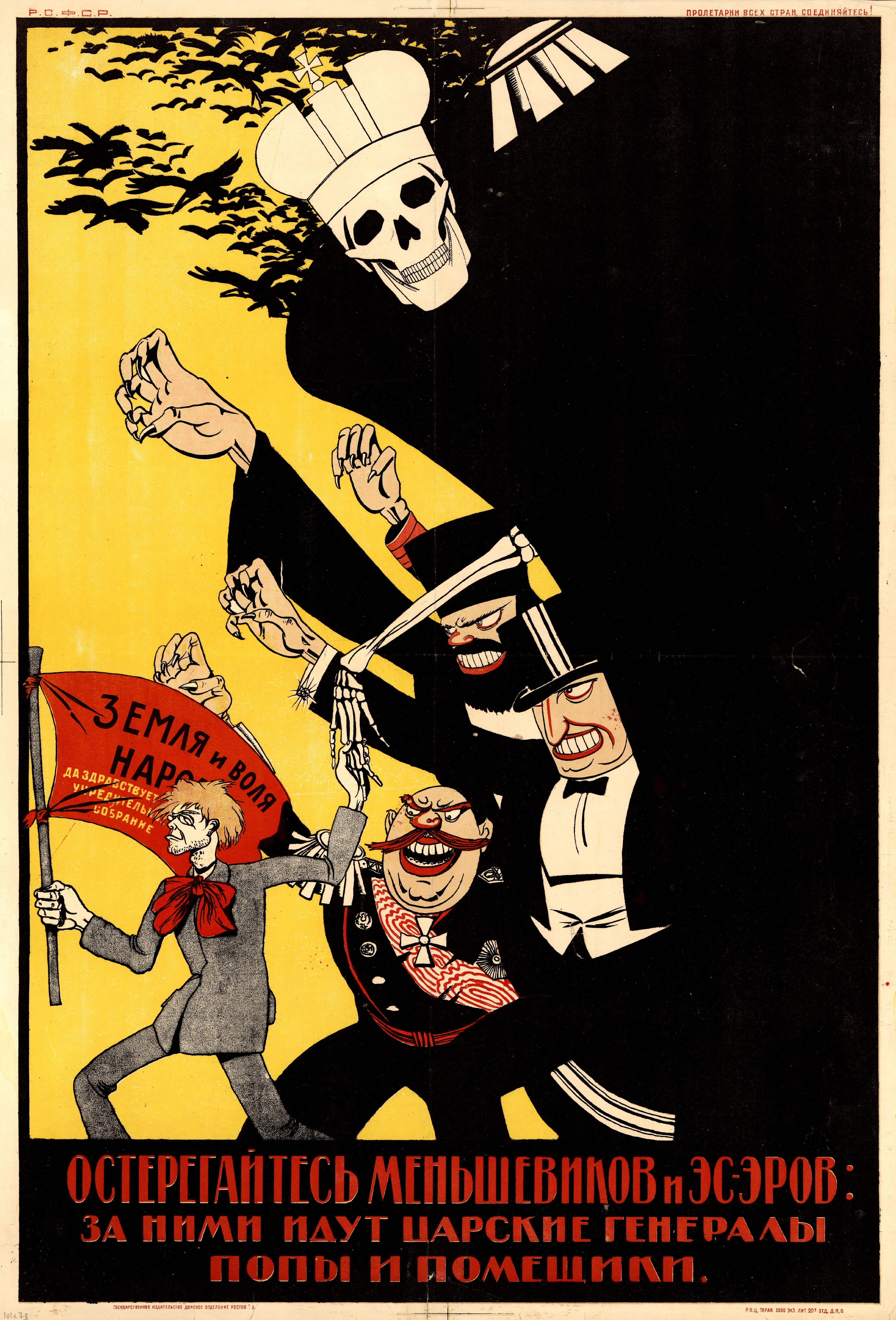
Cartel bolchevique contra mencheviques y socialrevolucionarios: «Cuidado con los mencheviques y los socialrevolucionarios. Les siguen los generales, sacerdotes y terratenientes zaristas.»

Las acusaciones gubernamentales de que la insurrección era un plan contrarrevolucionario eran falsas: ni se esperó al mejor momento para poder defender la base —poco después el deshielo del golfo hubiese convertido en inexpugnable la isla y facilitado el abastecimiento—, ni los rebeldes iniciaron ataques contra el continente —rechazaron el consejo en este sentido de Kozlovski—, ni los bolcheviques de la isla denunciaron confabulación alguna durante los primeros momentos de la insurrección; participaron además en las elecciones a la asamblea del 2 de marzo y en esta. Los rebeldes además se mostraron conciliadores con el Gobierno si este realizaba concesiones a sus reivindicaciones y no retuvieron a Kalinin, que podía haberse convertido en un valioso rehén.
Ni los rebeldes ni el Gobierno esperaban al comienzo que la protesta inicial se convirtiese en un alzamiento. Los bolcheviques de la base incluso pudieron publicar un manifiesto en el nuevo periódico que la isla. Los miembros del partido de la isla no apreciaron el carácter supuestamente contrarrevolucionario de los opositores, denunciado por el Gobierno moscovita.
Parte de las tropas enviadas por el Gobierno a aplastar la revuelta se pasaron a los amotinados; se les había indicado que esta era contrarrevolucionaria pero, tras ser capturados y habérseles comunicado que obreros y marinos sólo habían eliminado la «comisarocracia», se unieron a los rebeldes. El Gobierno tuvo serios problemas para utilizar tropas regulares o bolcheviques de base contra el alzamiento y hubo de emplear principalmente unidades de cadetes (kursanty) y de la Cheka. La dirección del asalto quedó en manos de altos dirigentes del partido, que tuvieron que regresar a toda prisa del X Congreso del Partido que se estaba celebrando en Moscú para encabezar la operación.
La pretensión de los alzados de haber desencadenado una «tercera revolución» que retomase los ideales revolucionarios de 1917 y acabase a la vez con los desmanes del gobierno bolchevique suponía una grave amenaza para este: podía minar el apoyo popular, dividir el partido y crear un gran movimiento de oposición. Para evitarlo y lograr sobrevivir, el Gobierno necesitaba que todo alzamiento pareciese contrarrevolucionario, lo que explicaba su oposición frontal a Kronstadt y la campaña de propaganda desencadenada en su contra. Los bolcheviques tenían que tratar de monopolizar el papel de defensores de los intereses obreros.

### Actividades de los antibolcheviques
Los distintos grupos de emigrados se mostraron excesivamente divididos como para realizar un esfuerzo conjunto en ayuda de los alzados. Kadetes, mencheviques y socialrevolucionarios mantuvieron sus diferencias y no colaboraron para sostener el alzamiento. Los socialrevolucionarios lanzaron una campaña relativamente exitosa para recaudar fondos para ayudar a los marinos. El CRT rechazó amablemente, sin embargo, el ofrecimiento de ayuda del socialrevolucionario Víctor Chernov, presidente de la efímera Asamblea Constituyente Rusa, convencido de que la inminente extensión de la revuelta por el país haría innecesaria la ayuda desde el extranjero. Los mencheviques, en su línea de rechazo a los actos de oposición armada al Gobierno de Lenin que consideraban favorecían a los contrarrevolucionarios, expresaron su simpatía por los objetivos democratizadores de los rebeldes, pero no con el levantamiento. La Unión Rusa de Comercio e Industria, con sede en París, prometió ayuda financiera, logró el apoyo del ministro de Exteriores francés para establecer una línea de abastecimiento de alimentos a la isla y comenzó a recaudar dinero para los rebeldes. Wrangel —al que los franceses seguían abasteciendo— prometió a Kozlovski el apoyo de sus tropas desde Constantinopla y se desató una campaña para lograr el apoyo de las potencias, con escaso éxito. Ninguna potencia aceptó apoyar militarmente a los sublevados y sólo Francia trató de facilitar la llegada de alimentos a la isla. A pesar de los intentos de los antibolcheviques de utilizar la sección rusa de la Cruz Roja para ayudar a Kronstadt, finalmente ninguna ayuda llegó a la isla durante las dos semanas de la rebelión. El abastecimiento planeado por los kadetes desde Finlandia no llegó a establecerse a tiempo, la Cruz Roja nunca llegó a entregar la ayuda prometida y jamás llegó a abrirse un canal en el hielo del golfo para facilitar el avituallamiento de la isla.
Aunque existió un plan del Centro Nacional —cercano a los kadetes— para realizar un alzamiento en Kronstadt del que más tarde tomarían el control para convertirlo en un nuevo centro de intervención contra los bolcheviques gracias a la llegada de las tropas del Wrangel, la sublevación que finalmente se produjo no tuvo relación con este plan. Los contactos de los rebeldes con los emigrados fueron mínimos hasta los últimos días del levantamiento, aunque algunos de los rebeldes sí que se unieron a las fuerzas de Wrangel una vez fracasada la sublevación.

### Posición y medidas de los rebeldes
Los rebeldes justificaron su alzamiento como un ataque a lo que consideraban «comisarocracia» comunista que había convertido la Revolución de Octubre en una autocracia burocrática sostenida por el terror de la Cheka. La «tercera revolución» que debía comenzar con el levantamiento de Kronstadt debía devolver el poder a los sóviets elegidos libremente, eliminar la burocracia de los sindicatos y comenzar la implantación de un nuevo socialismo que, ejemplo para el resto del mundo, pronto se extendería por el resto de países. Los alzados no deseaban, sin embargo, la resurrección de la Asamblea constituyente o de la democracia burguesa, sino la devolución del poder a los sóviets una vez purgados de funcionarios comunistas. Temerosos de justificar las acusaciones de contrarrevolución del Gobierno, los dirigentes de la rebelión mantuvieron los símbolos revolucionarios y se cuidaron de aceptar ayuda que pudiese relacionarles con los emigrados. No exigieron tampoco la abolición del partido comunista, sino su reforma para eliminar de él el autoritarismo y las tendencias burocráticas que habían crecido durante la guerra civil, aspecto en el que coincidían con las corrientes críticas del partido. Los rebeldes sostenían que el partido se había alejado del pueblo y había sacrificado sus ideales democráticos e igualitarios para mantenerse en el poder y garantizar la eficiencia administrativa. Los marinos mantenían los ideales de 1917 —que el propio Lenin había defendido para minar al Gobierno Provisional— de unos sóviets libres del control de cualquier partido en el que todas las formaciones de izquierda pudiesen participar sin cortapisas, que garantizasen los derechos civiles de los trabajadores y que fuesen elegidos por estos y no designados por el Gobierno o por algún partido político. El rechazo al monopolio bolchevique del poder y la exigencia de libertades civiles y de acuerdos entre las formaciones políticas de izquierda eran comunes a los rebeldes y a los partidos de izquierda; incluso algunos bolcheviques habían aprobado la coalición socialista a finales de 1917.
Críticos con algunos dirigentes bolcheviques como Trotski o Zinóviev, en sus declaraciones a veces traslucía un cierto antisemitismo.
La tendencia anarquista de los sublevados alimentaba sus reclamaciones de libertad personal y autodeterminación que chocaban con el recelo bolchevique a la espontaneidad de las masas, que consideraba llevaría a la población a caer en manos de la reacción. Para Lenin, las reivindicaciones de Kronstadt mostraban una «espontaneidad anarquista pequeño-burguesa» pero, como reflejo de la inquietud de las masas campesinas y obreras, suponían una amenaza mucho mayor para su Gobierno que los ejércitos «blancos» con los que se había enfrentado hasta entonces. Para los dirigentes bolcheviques, los ideales de los rebeldes recordaban a los de los populistas rusos que habían criticado a comienzos del siglo y que, en su opinión eran reaccionarios e irreales, opuestos al Estado centralizado e industrial que consideraban moderno. El ideal, por muy popular que fuese, debía conducir —según Lenin— a la disgregación del país en miles de comunas separadas, el fin del poder centralizado y, con el tiempo, a la implantación de un nuevo régimen centralista de derecha que acabase con el ideal anarquista y al tiempo con la revolución, razón por la que tenía que ser aplastado.
Influidos por los diversos grupos socialistas y anarquistas de oposición pero libres del control o iniciativa de ninguno, los alzados recogían distintas reivindicaciones de todos ellos en un programa vago y mal definido, más una protesta popular por la miseria y la opresión reinantes que un programa coherente de gobierno. Su posición política, en todo caso, era cercana al anarcopopulismo, con su hincapié en el logro de la tierra, la libertad y la importancia de la voluntad popular y la conversión del país en una especie de federación laxa de comunas campesinas. El grupo político más cercano a esta postura era la minúscula y extremista Unión de Socialrevolucionarios Maximalistas, que sostenía un programa que recordaba a las consignas de 1917 («toda la tierra para los campesinos», «todas las fábricas para los obreros», «todo el pan y los productos para los trabajadores», «todo el poder para los sóviets (de libre elección)»...), aún muy populares. Desilusionados en general con los partidos políticos, se acercaron a los sindicatos, convencidos de que unos sindicatos libres devolverían el poder económico a los trabajadores.
Los marinos coincidían con los socialrevolucionarios en su defensa de lo que consideraban intereses del campesinado y su escaso interés por la gran industria, aunque rechazaban su exigencia de restaurar la Asamblea constituyente, pilar del programa socialrevolucionario.
Los sublevados modificaron el sistema de racionamiento; entregaban igual cantidad de alimentos a todos salvo a los niños o a los enfermos. Se impuso el toque de queda y se cerraron las escuelas. Se implantaron diversas reformas administrativas: se abolió el departamento político y la inspección de obreros y campesinos se sustituyó por una junta de delegados sindicales; en todas las fábricas, instituciones y unidades militares se formaron troikas revolucionarias para aplicar las medidas que dispusiese el CRT.

## Extensión de la rebelión y enfrentamientos

### Fracaso de la extensión de la rebelión

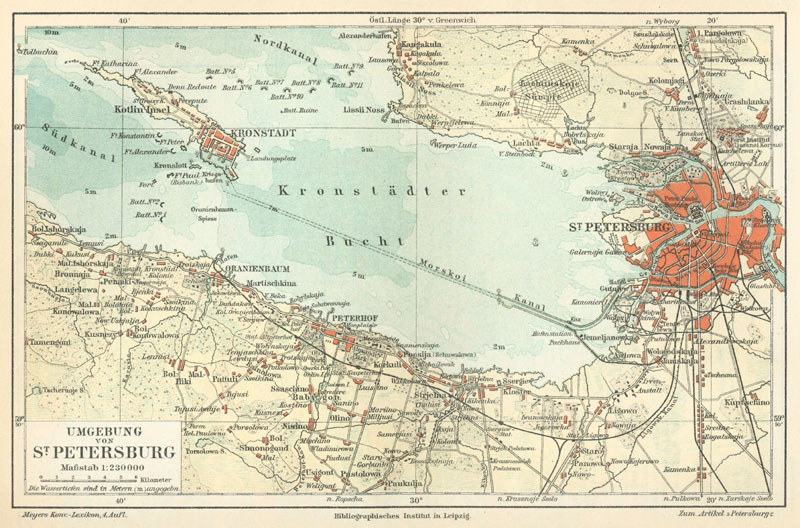
Situación de la isla y de Petrogrado en el golfo de Finlandia, mapa de 1888. Aparecen los puntos más cercanos de la costa que tuvieron un papel importante en la rebelión y su aplastamiento como Oranienbaum, Peterhof o Lisy Nos.

La tarde del 2 de marzo, unos enviados de la base naval cruzaron los hielos hasta el cercano Oranienbaum con la resolución adoptada en Kronstadt, que distribuyeron en Petrogrado y los alrededores. En el propio Oranienbaum, recibieron el apoyo de la 1.ª Escuadrilla Aérea Naval, que respaldó la resolución por unanimidad. Esa noche el CRT de Kronstadt envió un destacamento de 250 hombres a Oranienbaum, pero tuvo que retirarse sin alcanzarlo al verse rechazado por fuero de ametralladoras; los tres delegados que la escuadrilla aérea había enviado a la isla fueron interceptados por la Cheka cuando regresaban a la ciudad. Enterado el comisario de Oranienbaum del respaldo a los sublevados y temiendo la extensión del motín entre el resto de unidades, solicitó ayuda urgente a Zinóviev, armó a los miembros del partido locales y aumentó sus raciones para tratar de asegurar su fidelidad. A las 5 de la madrugada del día siguiente, llegó de Petrogrado un tren blindado con cadetes y tres baterías de artillería ligera; se rodearon los cuarteles de la unidad amotinada y se detuvo a los miembros de la unidad. Tras un exhaustivo interrogatorio, 45 de ellos fueron fusilados.
A pesar de este revés para los rebeldes, estos siguieron manteniendo una actitud de gran pasividad y se rechazaron los consejos de los «especialistas militares» —eufemismo que se utilizaba para designar a los oficiales zaristas empleados por los soviéticos bajo vigilancia de los comisarios— de atacar en diversos puntos en vez de mantenerse encerrados en la isla. Ni se rompió el hielo alrededor de la base para mejorar su defensa, ni se liberaron los buques de guerra, ni se reforzó la defensa de la puerta de Petrogrado. Kozlovski se quejó repetidamente de la hostilidad de los marinos hacia los oficiales, de lo inoportuno del momento de la rebelión y de que ignoraban los consejos de estos. Los sublevados estaban convencidos de que las autoridades comunistas finalmente cederían y negociarían con ellos las reivindicaciones que exigían.
En los pocos lugares del continente donde los rebeldes lograron un cierto apoyo, los comunistas actuaron con prontitud para sofocar las revueltas. En la capital, se detuvo a una delegación de la base naval que trataba de convencer a la tripulación de un rompehielos de unirse a la rebelión. La mayoría de los doscientos emisarios de la isla enviados a la región fueron detenidos. Incapaces de extender la rebelión y rechazando ponerle fin como exigieron las autoridades soviéticas, adoptaron una estrategia defensiva con el objetivo de comenzar las reformas administrativas en la isla y evitar su captura hasta que el deshielo de la primavera aumentase sus defensas naturales.
El 4 de marzo, en la sesión que aprobó la ampliación del CRT o la entrega de armas a los obreros para mantener la seguridad en la ciudad para que soldados y marino pudiesen dedicarse a la defensa de la isla, los informes de aquellos que habían logrado regresar del continente indicaron que las autoridades habían silenciado el carácter del levantamiento y comenzado a difundir la noticia de una sublevación «blanca».

### Ultimátum del Gobierno y preparación de las fuerzas

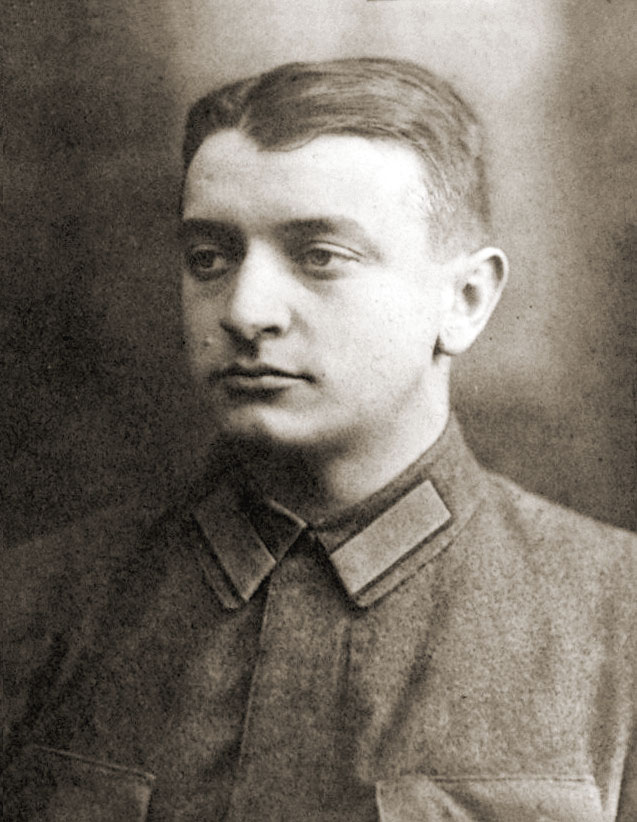
Mijaíl Tujachevski, joven pero destacado militar soviético, dirigió el asalto a la isla sublevada.

En una tormentosa reunión del Sóviet de Petrogrado al que se invitó a otras organizaciones, se acabó por aprobar una resolución que exigía el fin del alzamiento y la devolución del poder en la base naval al sóviet local, a pesar del apoyo de parte de los presentes a los marinos. Trotski, la figura gubernamental más hábil en la gestión de crisis, no llegó a tiempo para participar en la sesión: enterado de la rebelión cuando se hallaba en Siberia occidental, partió de inmediato a Moscú a tratar con Lenin y llegó a Patrogrado el 4 o 5 de marzo. Inmediatamente presentó a los rebeldes un duro ultimátum que exigía la rendición incondicional e inmediata. Las autoridades de Petrogrado ordenaron detener a los familiares de los rebeldes, sistema instaurado por Trotski durante la guerra civil para tratar de asegurar la lealtad de los oficiales zarista empleados por el Ejército Rojo y que esta vez no aplicó el propio Trotski, sino el Comité de Defensa de Petrogrado presidido por Zinóviev. Petrogrado exigió la liberación de los funcionarios comunistas retenidos en Kronstadt y amenazó con tomar represalias contra los rehenes, los rebeldes afirmaron que aquellos eran bien tratados pero no los liberaron.
Por petición de algunos anarquistas que deseaban mediar entre las partes y evitar mayor enfrentamiento armado, el Sóviet de Petrogrado propuso el envío de una comisión formada por comunistas y no comunistas a Kronstadt para estudiar la situación. Indignados por la toma de rehenes, los rebeldes rechazaron la propuesta, la única que intentó resolver la crisis mediante la negociación. Exigieron el envío de observadores que no perteneciesen al partido comunista, elegidos por obreros, soldados y marinos bajo supervisión de los rebeldes, más una pequeña proporción de comunistas elegidos por el sóviet; esta contrapropuesta puso fin al posible diálogo.
El 7 de marzo finalizó el periodo de aceptación del ultimátum de 24 horas de Trotski, que se había ampliado un día. Durante esos dos días, el Gobierno concentrado fuerzas —cadetes, unidades de la Cheka y otras de las consideradas más leales del Ejército— para atacar la isla. Se llamó a algunos de los más importantes «especialistas militares» y comandantes comunistas para que pergeñasen el plan de asalto. El 5 de marzo, Tujachevski, por entonces joven oficial pero que ya había mostrado grandes dotes, tomó el mando del 7.º Ejército y del resto de tropas del distrito militar de Petrogrado. El 7.º Ejército, que había defendido la antigua capital durante toda la guerra civil y estaba formado principalmente por campesinos, se hallaba desmoralizado, tanto por sus deseos de acabar con la guerra como por su simpatía por las protestas obreras y su reticencia a combatir a los que consideraba camaradas en sus anteriores combates, el «orgullo y gloria» de la revolución, como los había calificado Trotski. Tujachevski se tuvo que apoyar en las unidades de cadetes, de la Cheka y en las unidades comunistas para encabezar el ataque a la isla rebelde.
En Kronstadt, la guarnición de trece mil hombres se había reforzado con el reclutamiento de dos mil civiles y se comenzó a reforzar la defensa. Contaba con una serie de fuertes —nueve en el norte y seis en el sur— bien armados y con cañones pesados de gran alcance. En total ciento veinticinco cañones y sesenta y ocho ametralladoras defendían la isla. Los dos principales buques de guerra presentes en la base, el Petropávlovsk y el Sevastópol contaban cada uno con seis cañones de doce pulgadas y dieciséis de ciento veintinueve milímetros. Por desgracia para los alzados, aún se encontraban parcialmente aprisionados por los hielos y no podían maniobrar con soltura. A pesar de esto, su artillería era superior a cualquiera de la que disponían en la región las autoridades soviéticas. En la base se encontraban también otros ocho buques, algunos en dique seco, quince cañoneras y veinte remolcadores; al no contar con rompehielos para liberar los barcos del hielo, se podían utilizar en las operaciones. El asalto, sin embargo, no era sencillo: el punto más cercano del continente, Oranienbaum, se encontraba a ocho kilómetros al sur. Un asalto de infantería suponía para los atacantes cruzar sin protección alguna largas distancias sobre el hielo a merced del fuego de artillería y ametralladoras protegidas por las fortificaciones.
Los defensores también tenían sus debilidades: no contaban con munición suficiente para sostener un asedio prolongado, ni con ropa de abrigo y calzado invernal adecuado, ni con combustible adecuado. La reserva de alimentos era también exigua.

### Comienzo de los combates
Las operaciones militares contra la isla comenzaron a las 6:45 a. m. del 7 de marzo con un ataque de artillería desde Sestroretsk y Lisy Nos, en la costa norte de la isla; los bombardeos debían debilitar las defensas y facilitar un posterior asalto de la infantería. Tras el duelo artillero, el 8 de marzo comenzó el asalto de la infantería en medio de una tormenta de nieve; las unidades de Tujachevski atacaron desde el norte y desde el sur. Los cadetes iban en vanguardia, seguidos de las unidades selectas del Ejército y de las unidades de ametralladoras de la Cheka, que debían impedir las deserciones.
Los defensores, preparados, desencadenaron una mortífera descarga contra los atacantes; algunos se ahogaron en los agujeros surgidos en el hielo por las explosiones, otros cambiaron de bando y se unieron a los rebeldes y otros se negaron a continuar el avance. Solo una minoría de los asaltantes alcanzó la isla, y fue rechazada por los defensores. Al despejarse la tormenta se retomó el duelo de artillería y por la tarde los aviones soviéticos comenzaron a bombardear la isla, pero no causaron daños importantes. El primer asalto resultó un fracaso. A pesar de las declaraciones triunfalistas de las autoridades, los rebeldes continuaban resistiendo. Fuerzas insuficientes —unos veinte mil soldados— habían sufrido centenares de bajas y deserciones; estas se habían debido tanto a la renuencia de los soldados a combatir a los marinos como a su oposición a realizar un asalto sin protección alguna.

### Asaltos menores
Mientras se concentraban fuerzas más numerosas y selectas —que incluyeron regimientos de cadetes, miembros de las juventudes comunistas, fuerzas de la Cheka y unidades especialmente fieles de diversos frentes—, se realizaron una serie de ataques menores contra la fortaleza en los días siguientes al primer asalto fallido. Zinóviev realizó nuevas concesiones a la población de Petrogrado para mantener la tensa calma que reinaba en la antigua capital; el informe de Trotski al X Congreso del Partido Comunista hizo que cerca de trescientos delegados del X Congreso se presentasen voluntarios para reprimir la rebelión en Kronstadt el 13 de marzo. Como muestra de lealtad al partido, las fracciones críticas con la dirección también presentaron voluntarios. La principal tarea de estos voluntarios era elevar el ánimo de las tropas después del descalabro del 8 de marzo.
El 9 de marzo, los rebeldes rechazaron otro ataque menor de las tropas gubernamentales; el 10, algunos aviones bombardearon la fortaleza y por la noche las baterías costeras comenzaron a disparar contra la isla. La mañana del 11, se intentó un nuevo asalto desde la costa sureste que fracasó con gran número de bajas entre los atacantes. La niebla impidió las operaciones el resto del día. Estos reveses no desanimaron a los mandos comunistas, que continuaron atacando la fortaleza mientras concentraban fuerzas para una acometida a gran escala. El 12 de marzo, se retomaron los bombardeos, que causaron escasos daños; el 13 se realizó una nueva embestida contra la isla, una vez más infructuosa. La mañana de 14 se repitió el ataque, de nuevo en vano; este fue el último intento de tomar la isla al asalto con pequeñas fuerzas, aunque se mantuvo el ataque a la isla mediante bombardeos de la aviación y de la artillería de la costa.
Durante estos últimos días, los bolcheviques tuvieron que sofocar diversos amotinamientos en Peterhof y Oranienbaum, pero esto no les impidió concentrar sus fuerzas para la arremetida final; las tropas, muchas de ellas de origen campesino, además mostraban más moral que los primeros días del asedio, en gran parte por la noticia —propalada por los delegados del X Congreso comunista— del fin de las requisiciones al campesinado y su sustitución por un impuesto en especie. La mejora de la moral de las tropas gubernamentales coincidió con el creciente desaliento de los asediados. Estos no habían logrado que su sublevación se extendiese por Petrogrado y los marinos comenzaron a sentirse traicionados por los obreros de la ciudad. A la falta de apoyos se unieron las privaciones, cada vez mayores, que tenían que soportar: las reservas de petróleo, municiones, ropa y alimentos se fueron agotando. La creciente penuria, el insomnio causado por los combates y los bombardeos y la falta de perpectivas de recibir ayuda exterior fueron mermando el ánimo inicial. La paulatina reducción de las raciones, el fin de las reservas de harina el 15 de marzo y la posibilidad de que se extendiese el hambre entre la población de la isla hicieron que el CRT aceptase el ofrecimiento de alimentos y medicinas del representante de la Cruz Roja rusa que llegó a la isla el 16. La isla cayó, sin embargo, antes de recibir ayuda alguna.

### El asalto final
El mismo día de la llegada del barón Vilken de la Cruz Roja a Kronstadt, Tujachevski finalizaba sus preparativos para invadir la isla con grandes fuerzas. El grueso se concentró en la costa sur, mientras que un contingente menor lo hacía en la costa septentrional del golfo. De los cincuenta mil soldados que participaron aproximadamente en la operación, treinta y cinco mil atacaron desde la costa meridional; en el asalto participó la flor de la oficialidad del Ejército, algunos de ellos antiguos oficiales zaristas. Mucho más numerosos, mejor guiados y mejor pertrechados que en el primer gran asalto del día 8, los soldados mostraban más ánimo por acabar con la isla sublevada.
El plan de Tujachevski consistía en un ataque en tres columnas precedido de un intenso bombardeo. Un grupo debía atacar desde el norte mientras otros dos debían hacerlo desde el sur y sureste. El ataque artillero comenzó a las 2 p. m. del día 16 y duró todo el día; uno de los disparos alcanzó el Sevastópol y causó unas cincuenta bajas. Aunque al día siguiente otro proyectil alcanzó al Petropávlovsk y produjo más bajas, los daños de los bombardeos fueron escasos, su principal consecuencia fue la desmoralización de los cercados. Por la noche, el bombardeo cesó y los defensores se prepararon para una nueva embestida de las fuerzas de Tujachevski que, en efecto, comenzó a las 3 a. m. del 17 de marzo.

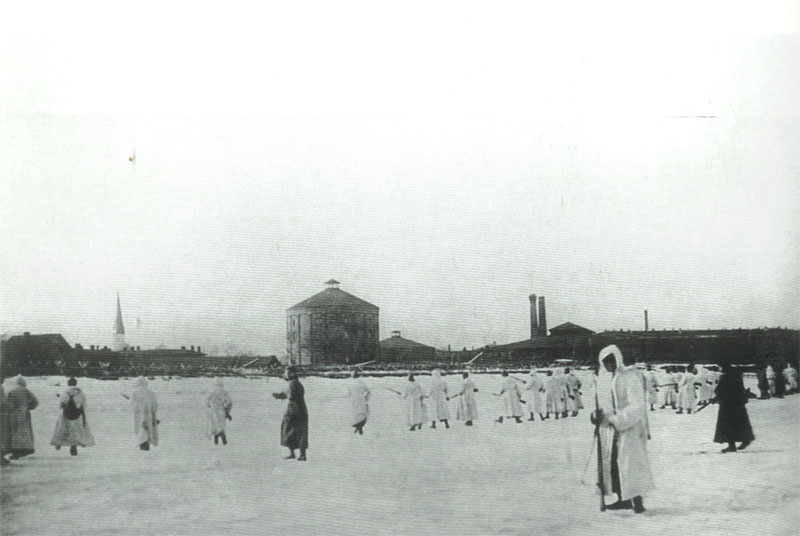
Tras el fallido ataque anterior, el Ejército Rojo regresó a Kronstadt más y mejor preparado. En la imagen, soldados del Ejército Rojo vestidos con camuflaje blanco de invierno.

Protegidos por la oscuridad y la niebla, soldados de la fuerza apostada en la costa norte comenzaron el avance contra los fuertes numerados del norte, el de Totleben y el Kranoarméiets desde Sestroretsk y Lisy Nos. A las 5 a. m., los cinco batallones que habían partido desde Lisy Nos alcanzaron los fuertes 5 y 6; a pesar del camuflaje y los intentos de pasar desapercibidos, los defensores los descubrieron. Estos trataron de convencer a los atacantes de que no luchasen pero fue en vano; se desató un durísimo combate entre los cadetes que asaltaban a la bayoneta y los defensores. Tras ser rechazados inicialmente y sufrir grandes bajas, los atacantes lograron tomar los dos fuertes. El levantamiento de la niebla con la llegada de la mañana dejó a los atacantes desprotegidos y les forzó a acelerar la acometida de los demás fuertes. La lucha feroz produjo gran número de bajas; a pesar de la tenaz resistencia de los rebeldes, las unidades de Tujachevski se habían hecho con la mayoría de los fuertes para la media tarde.
Aunque la fuerza de Lisy Nos había alcanzado para entonces Kronstadt, la de Sestroretsk —formada por dos compañías— tenía dificultades para tomar el fuerte de Totleben. La cruenta lucha causó nuevamente muchas bajas y solo a la 1 a .m. del 18 de marzo los cadetes consiguieron por fin conquistar el fuerte. El de Krasnoarmeets se rindió entonces también.
Mientras, en el sur, una gran fuerza había partido de Oranienbaum a las 4 a. m. del 17 de marzo. Tres columnas avanzaron hacia el puerto militar de la isla, mientras una cuarta columna se dirigía a la puerta de Petrogrado. Las primeras, ocultas por la niebla, lograron desbaratar diversos puestos artilleros, pero pronto se encontraron batidos por otros baluartes y por las ametralladoras. La llegada de refuerzos para los rebeldes permitió rechazar a los atacantes. La brigada 79 perdió a la mitad de sus hombres en el asalto fallido. La cuarta columna, por el contrario, tuvo más suerte: al amanecer logró abrir una brecha cerca de la puerta de Petrogrado y penetrar en la ciudad. Las grandes pérdidas sufridas por las unidades en este sector aumentaron aún más en las calles de Kronstadt, donde la resistencia fue encarnizada; un destacamento logró liberar, no obstante, a los comunistas presos por los rebeldes, que no habían sufrido daños ni represalias.
La lucha continuó todo el día y los civiles contribuyeron a la defensa de la isla, incluidas las mujeres. A las 4 p. m., un contraataque de los defensores estuvo a punto de rechazar a los asaltantes, pero la llegada del 27.º Regimiento de Caballería y un grupo de voluntarios comunistas lo desbarató. Al anochecer la artillería traída de Oraniebaum comenzó a castigar las posiciones aún en manos de los rebeldes, con gran daño; poco después las fuerzas provenientes del Lisy Nos entraron en la ciudad, capturaron el cuartel general de la fortaleza y tomaron gran número de prisioneros. Hacia la medianoche, los combates perdieron intensidad y las tropas gubernamentales fueron tomando los últimos fuertes. Esa misma noche, y como había predicho el Comité de Defensa de Petrogrado, los miembros del CRT que aún se hallaban en libertad y los oficiales zaristas abandonaron la isla y huyeron a Finlandia, junto con otros ochocientos habitantes de la isla. A lo largo del día siguiente, unas ocho mil personas alcanzaron las costas finlandesas desde Kotlin.
Los marinos sabotearon parte de las fortificaciones antes de retirarse, pero las tripulaciones de los acorazados se negaron a volarlos como ordenaron los comandantes de las naves e indicaron a los mandos soviéticos su disposición a rendirse. A primeras horas del 18 de marzo, un grupo de cadetes tomó el control de los barcos. A mediodía, apenas quedaban unas pequeñas bolsas de resistentes y las autoridades controlaban ya los fuertes, los barcos de la flota y casi toda la ciudad. Los últimos focos de oposición cayeron a lo largo de la tarde.
Se desconoce el número exacto de víctimas de los combates, aunque se piensa que los atacantes sufrieron muchas más que los defensores. Según la estimación del cónsul estadounidense en Víborg, la que se considera más fiable, los asaltantes debieron sufrir alrededor de diez mil bajas entre muertos, heridos y desaparecidos. De los defensores tampoco hay cifras, pero se calcula que hubo unos seiscientos muertos, mil heridos y dos mil quinientos prisioneros.

## Represión
La fortaleza cayó por asalto el 18 de marzo; las víctimas de la posterior represión, cientos si no miles, no disfrutaron de juicio público. Durante los últimos momentos del combate numerosos defensores fueron pasados por las armas por los atacantes, en venganza por las grandes pérdidas sufridas en el asalto. De los más de dos mil prisioneros que las fuerzas del Gobierno tomaron durante los combates, se escogieron trece para ser juzgados ante un tribunal militar en juicio secreto como cabecillas de la sublevación, aunque ninguno de ellos había pertenecido al CRT ni a los asesores militares que habían aconsejado a este. Todo ellos fueron condenados a muerte el 20 de marzo.
Varios centenares de prisioneros fueron ejecutados inmediatamente y el resto se envió a las prisiones de la Cheka. Durante los meses siguientes, se sucedieron las sacas de rebeldes para su fusilamiento; otros acabaron en distintos campos de concentración condenados a trabajos forzados donde muchos fallecieron de hambre, agotamiento o enfermedad. El mismo destino lo sufrieron algunos familiares de los sublevados, como la familia del general Kozlovski.
A los ocho mil rebeldes —en su mayoría soldados y marinos pero también algunos civiles— que habían huido a Finlandia, se les confinó en campamentos de refugiados donde llevaron una vida dura; parte de ellos regresó a la URSS al serles prometida una amnistía, pero terminaron enviados a campos de concentración.

## Ecos de la rebelión
Años más tarde, en noviembre de 1975, el descontento por las aparentes contradicciones de la sociedad soviética provocó un motín a bordo de la fragata Storozhevói. Recordó a la rebelión de Kronstadt, con una tripulación votando unánimemente a favor de la acción y con al menos la mitad de sus oficiales apoyando al comandante Valeri Sablin, de 30 años, en su revuelta contra las autoridades. Se realizaron infructuosos intentos por emitir propaganda e incitar la rebelión entre la población civil. Sin embargo, la nave fue asaltada y Sablin finalmente ejecutado por sus actos.

## Consecuencias
Aunque el levantamiento fracasó en el derrocamiento del Gobierno de Lenin, aumentó la percepción de la imposibilidad del mantenimiento del sistema del «comunismo de guerra» y aceleró la implantación de la «Nueva Política Económica» (NPE), que suponía posponer la aplicación del programa del partido para asegurarle el poder. Aunque Moscú había rechazado las reivindicaciones de los rebeldes, finalmente tuvo que aplicarlas parcialmente. El anuncio de la implantación de la NPE minó la posibilidad de un triunfo de la rebelión ya que alivió el descontento popular que alimentaba el movimiento huelguístico en las ciudades y las revueltas en el campo. Si bien la dirección comunista con Lenin al frente había sopesado desde finales de 1920 la necesidad de abandonar el «comunismo de guerra», el levantamiento «iluminó la realidad mejor que cualquier otra cosa», en palabras del propio Lenin. El X Congreso del partido, celebrado al tiempo que tenía lugar la rebelión, puso las bases para el desmantelamiento del «comunismo de guerra» y la implantación de una economía mixta que satisficiese mínimamente los deseos del campesinado de disponer de parte de sus cosechas, requisito para que los comunistas conservasen el poder en opinión de Lenin.
Si las exigencias económicas se cumplieron parcialmente gracias a la adopción de la NPE, no sucedió lo mismo con las reivindicaciones políticas de los rebeldes de Kronstadt. El autoritarismo gubernamental se acentuó: se desbarató la oposición interna y externa y no se restauraron los derechos civiles. El Gobierno reprimió a los partidos de izquierda, mencheviques, socialrevolucionarios o anarquistas. El 17 de marzo, el Gobierno menchevique georgiano partía al exilio desde Batum y en mayo Lenin afirmaba que el lugar para los socialistas que se oponían al partido era la cárcel o el exilio. Aunque a algunos se les permitió partir al exilio, miles de ellos acabaron en cárceles de la Cheka o en el exilio interior, en el norte, Siberia o Asia central. A finales de año, el sueño de los rebeldes de un autogobierno popular se había frustrado completamente y la dictadura del partido comunista era más estrecha que nunca.
Por su parte, el Partido Comunista reaccionó en el X Congreso reforzando la disciplina interna, prohibiendo la actividad de las fracciones y aumentando el poder de las organizaciones encargadas de mantener la disciplina de los afiliados, acciones que más tarde facilitaron el ascenso de Stalin y la eliminación de las diversas corrientes que se le opusieron. Estas medidas debían asegurar que la dirección del partido siguiese identificándose con los representantes de los intereses del proletariado y no surgiese una oposición que pudiese cuestionar esta asunción.
Las potencias occidentales no se mostraron dispuestas a abandonar el acercamiento al Gobierno bolchevique para respaldar la rebelión. El 16 de marzo, se firmaba en Londres el primer acuerdo comercial entre Gran Bretaña y el Gobierno de Lenin; el mismo día se rubricaba un acuerdo de amistad con Turquía en Moscú. La rebelión tampoco desbarató las conversaciones de paz entre soviéticos y polacos y el Tratado de Riga se firmó finalmente el 18 de marzo. Finlandia, por su parte, se negó a auxiliar a los sublevados y a permitir el paso de ayuda por su territorio.